# یوسپ ماریا سالا
یوسپ ماریا سالا (انگلیسی: Josep Maria Sala؛ زادهٔ ۲۴ آوریل ۱۹۶۴) بازیکن سابق فوتبال اهل اسپانیا است که در پست هافبک بازی می‌کرد. در دوران حرفه‌ای بیش از دو دهه، او ۲۱۷ بازی در لالیگا با سابادل، رئال مایورکا و آلباسته بالومپیه در دهه‌های ۱۹۸۰ و ۱۹۹۰ بازی کرد.